# Fabrice Colas
Fabrice Edmond Paul Colas (ur. 21 lipca 1964 w Rueil-Malmaison) – francuski kolarz torowy, brązowy medalista olimpijski oraz pięciokrotny medalista mistrzostw świata.

## Kariera
Pierwszy sukces w karierze Fabrice Colas osiągnął w 1984 roku, kiedy zdobył brązowy medal w wyścigu na 1 km podczas igrzysk olimpijskich w Los Angeles. W wyścigu tym wyprzedzili go tylko Fredy Schmidtke z RFN i Curt Harnett z Kanady. Trzy lata później wspólnie z Frédérikiem Magné zdobył złoty medal w wyścigu tandemów na mistrzostwach świata w Wiedniu. W tym składzie Francuzi nie dali się pokonać również na mistrzostwach świata w Gandawie w 1988 roku, mistrzostwach w Lyonie w 1989 roku oraz mistrzostwach w Palermo w 1994 roku. W międzyczasie Colas zdobył jeszcze srebrny medal w sprincie indywidualnym na mistrzostwach świata w Stuttgarcie w 1991 roku – wygrał Australijczyk Carey Hall, który został zdyskwalifikowany za doping, ale Francuzowi nie przyznano złotego medalu. Colas brał również udział w igrzyskach olimpijskich w Seulu, gdzie rywalizację w sprincie zakończył w eliminacjach.